# マルティン・コスツェルニーク
マルティン・コスツェルニーク（Martin Koscelník、1995年3月2日 - ）は、スロバキア・ヴラノフ・ナド・トプリュ出身のサッカー選手。SKラピード・ウィーン所属。ポジションはディフェンダー。スロバキア代表。